# عبد الله الأفندي
الميرزا عبد الله بن عيسى الإصفهاني التبريزي الأفندي (1066 هـ - 1130 هـ). رجل دين وفقيه شيعي فارسي من تلامذة محمد باقر المجلسي والمجازين بالرواية عنه بالإضافة إلى غيره من أعلام التشيُّع محمد صالح المازندراني ومحمد بن الحسن الحر العاملي ونظام الدين الساوجي وميرزا الجزائري وآخرون. وقد تجوَّل الأفندي في حياته أكثر من ثلاثين سنة في الخليج ومصر والحجاز واليمن والعراق وتركيا والهند وغيرها، وكانت له عناية خاصة بالمكتبات والكتب والمؤلفين، يقيِّد ما يستفيد منها.

## مؤلفاته
أفرد الأفندي في ترجمته لنفسه قائمة بمصنَّفاته التي كثير منها في عداد المفقودات، ونقل محسن الأمين العاملي في أعيان الشيعة تلك القائمة وأثبتها في ترجمته للأفندي هناك، ومن مؤلَّفاته المذكورة:
| - رياض العلماء وحياض الفضلاء. أحد أشهر مؤلَّفاته، ويقع في عشر مجلدات؛ خمس منها في أحوال علماء الإماميَّة، وخمس منها في أحوال علماء غيرهم. - تفسير سورة الواقعة. بالفارسيَّة. - بساتين الخطباء. في ثلاث مجلَّدات. - روضة الشهداء. بالعربيَّة والفارسيَّة والتركيَّة (الأذربيجانيَّة). - ثمار المجالس ونثار العرائس. بنحو الكشكول رتبته اثني عشر بابا. - وثيقة النجاة من ورطة المهلكات. في عدَّة مجلدات، وتشتمل على خمسة أقسام؛ الأول في الإلهيات، والثاني في النبويات، والثالث في الإماميات، والرابع في المعاديات، والخامس في الفقهيات. وقد صدَّر القسم الأول بمقدمة في المنطق، والخامس بمقدمة في الأصول ككتاب معالم الأصول. - لسان الواعظين وجنان المتعظين. في الأعمال العباديَّة والأدعية في عدَّة مجلدات. - الأمان من النيران في تفسير القرآن. - الصحيفة الثالثة السجادية. - رسالة في وجوب صلاة الجمعة. ألَّفها عند بلوغه الحلم رداً على رسالة ألَّفها امين القزويني وقد ضاعت في الحجة الأولى مع باقي كتبه نحو مائة مجلد. - شرح فارسي على الشافية لابن الحاجب لم يتم ضاع معها. | - شرح كبير على ألفية ابن مالك لم يتم ناقش فيه الجامي في مسائل ضاع أيضاً. - حواشي على شرح مختصر الأصول لم تتم. - حواشي على تهذيب الحديث لم تتم. - حواشي على المختلف لم تتم جمعت بعضها وبعضها مكتوب بهامش كتاب أولاد بعض الوزراء. - حواشي على من لا يحضره الفقيه. - تعليقات على آيات الإحكام. تعليقات على كتاب مسالك الأفهام في آيات الأحكام لجواد بن سعد الله الكاظمي. - تعليقات على الحاشية القديمة الجلالية. - حاشية على الوافي. للفيض. - حاشية على إلهيات الشفا لم تتم. - حاشية على شرح الإشارات لم تتم. - حاشية على المقدمة الأصولية للمولى محمد طاهر القمي من كتاب حجة الإسلام في شرح تهذيب الأحكام له. - حاشية على الصحيفة الكاملة السجادية. - شرح على اختلافات وقوع شكل العروس من تحرير أقليدس. - شرح على مصادرات المقالة الخامسة من التحرير المذكور. - رسالة فارسية في رسم خطوط الساعات على سطوح دوائر مداد السماوات ونصف النهار والأفق وأمثالها. |